# Министерство цифрового развития, связи и массовых коммуникаций Российской Федерации
Министерство цифрового развития, связи и массовых коммуникаций Российской Федерации (Минцифры России) — федеральный орган исполнительной власти, осуществляющий функции по выработке и реализации государственной политики и нормативно-правовому регулированию в сфере информационных технологий (включая использование информационных технологий при формировании государственных информационных ресурсов и обеспечение доступа к ним), электросвязи (включая использование и конверсию радиочастотного спектра) и почтовой связи, массовых коммуникаций и средств массовой информации, в том числе электронных (включая развитие информационно-телекоммуникационной сети «Интернет», систем телевизионного (в том числе цифрового) вещания и радиовещания и новых технологий в этих областях), печати, издательской и полиграфической деятельности, обработки персональных данных, управления государственным имуществом и оказания государственных услуг в сфере информационных технологий, в том числе в части использования информационных технологий для формирования государственных информационных ресурсов и обеспечения доступа к ним.

## Описание
Министерство осуществляет функции по выработке государственной политики и нормативно-правовому регулированию в сфере информационных технологий (включая использование информационных технологий при формировании государственных информационных ресурсов и обеспечение доступа к ним), электросвязи (включая использование и конверсию радиочастотного спектра) и почтовой связи, массовых коммуникаций и средств массовой информации, в том числе электронных (включая развитие сети Интернет, систем телевизионного (в том числе цифрового) вещания и радиовещания и новых технологий в этих областях), печати, издательской и полиграфической деятельности, обработки персональных данных.
Создано 12 мая 2008 года при формировании «второго правительства Путина» на базе Министерства информационных технологий и связи РФ. Новому министерству были переданы функции упраздненного Министерства культуры и массовых коммуникаций Российской Федерации по выработке и реализации государственной политики и нормативно-правовому регулированию в сфере массовых коммуникаций и средств массовой информации (в том числе электронных).
Постановлением Правительства Российской Федерации от 2 июня 2008 года № 418 была установлена предельная численность работников центрального аппарата Министерства связи и массовых коммуникаций Российской Федерации в количестве 459 единиц (без персонала по охране и обслуживанию зданий; в редакции Постановления Правительства Российской Федерации от 27 декабря 2010 года № 1153).
Указом Президента Российской Федерации от 15 мая 2018 года № 215 Министерство связи и массовых коммуникаций Российской Федерации переименовано в Министерство цифрового развития, связи и массовых коммуникаций Российской Федерации.
Является федеральным координатором технопарков в России.
Указом Президента Российской Федерации от 20 ноября 2020 года упразднены Федеральное агентство по печати и массовым коммуникациям и Федеральное агентство связи, а их функции были переданы Министерству цифрового развития, связи и массовых коммуникаций Российской Федерации.

## Руководство

#### Министр
- Щёголев Игорь Олегович (12 мая 2008 — 21 мая 2012)
- Никифоров Николай Анатольевич (с 21 мая 2012 по 18 мая 2018)
- Носков, Константин Юрьевич (с 18 мая 2018 по 15 января 2020)
- Шадаев, Максут Игоревич (с 21 января 2020)

#### Заместители министра
1. Пак Олег Борисович (28 декабря 2012 — 13 сентября 2023) — первый заместитель
2. Жаров Александр Александрович (12 июня 2008 — 3 мая 2012)
3. Мардер Наум Семёнович (6 августа 2008 — 11 октября 2012)
4. Маслов Александр Васильевич (18 июня 2008 — 29 мая 2013) — статс-секретарь
5. Солдатов Алексей Анатольевич (26 июня 2008 — 16 ноября 2010)
6. Северов Дмитрий Станиславович (12 августа 2008 — 20 январь 2011)
7. Малинин Алексей Весьмирович (25 мая 2010 — 27 августа 2012)
8. Массух Илья Иссович (15 июля 2010 — 29 июня 2012)
9. Духовницкий Олег Геннадьевич (20 январь 2011 — 23 апреля 2012)
10. Волин Алексей Константинович (5 июля 2012 — 23 октября 2020)
11. Свердлов Денис Львович (5 июля 2012 — 5 августа 2013)
12. Шмулевич Марк Михайлович (6 июля 2012 — 17 июня 2014)
13. Евраев Михаил Яковлевич (24 декабря 2012 — август 2018)
14. Козырев Алексей Олегович (22 октября 2013 — июль 2018)
15. Алхазов Дмитрий Михайлович (15 ноября 2013 — июль 2018)
16. Соколов Алексей Валерьевич (12 мая 2014 — 27 июня 2020)
17. Исмаилов Рашид Рустам Оглы (6 августа 2014 — июль 2018)
18. Мамонов Михаил Викторович (10 декабря 2018 — 16 марта 2020)
19. Паршин, Максим Викторович (16 августа 2018 — 18 июля 2023)[6]
20. Войтенко Олег Владимирович (19 июля 2018 — 15 февраля 2020)
21. Кисляков Евгений Юрьевич (19 июля 2018 — 17 марта 2023)
22. Иванов Олег Анатольевич (6 августа 2018 — 11 мая 2021)
23. Бокова, Людмила Николаевна (27 января 2020 — 9 сентября 2020) — статс-секретарь
24. Черненко Андрей Владимирович (6 апреля 2020 — 31 октября 2022)
25. Черкесова Бэлла Мухарбиевна (с 23 октября 2020)
26. Белановский Владимир Валерьевич (29 декабря 2020 — 6 марта 2021)[7]
27. Шойтов Александр Михайлович (с 12 апреля 2021)[8]
28. Руденко Алёна Васильевна (15 сентября 2023 — 17 января 2025) — статс-секретарь
29. Качанов Олег Юрьевич (с 19 марта 2020)
30. Заренин Андрей Александрович (с 13 мая 2021)
31. Борисенко Григорий Валерьевич (с 7 ноября 2022)
32. Кучушев Сергей Александрович (с 19 декабря 2023)
33. Филатов Евгений Витальевич (с 2 ноября 2022)
34. Угнивенко Дмитрий Константинович (с 19 октября 2023)
35. Цветков Сергей Валерьевич (с 31 октября 2023)
36. Лебедев Иван Вячеславович (с 17 января 2025) — статс-секретарь

## Центральный аппарат
Согласно приказу № 3 от 9 июня 2008 года в структуре Министерства связи и массовых коммуникаций Российской Федерации было образовано десять департаментов. В настоящее время структура Минкомсвязи России состоит из 15 департаментов и 3 отделов:
1. Департамент внешних коммуникаций
2. Департамент государственной политики в области средств массовой информации
  - Отдел интернета и информационных агентств
  - Отдел обеспечения проектной работы и реализации государственных программ в сфере массовых коммуникаций
  - Отдел печатных изданий и полиграфии
  - Отдел телерадиовещания
3. Департамент инфраструктурных проектов
4. Департамент координации информатизации
5. Департамент реализации стратегических проектов
6. Департамент международного сотрудничества
  - Отдел международных организаций
  - Отдел сотрудничества с иностранными государствами
  - Организационный отдел
7. Департамент организационного развития
8. Департамент проектов по информатизации
9. Департамент развития высоких технологий
10. Департамент отраслевых проектов
11. Департамент развития электронного правительства
12. Департамент регулирования радиочастот и сетей связи
13. Департамент экономики и финансов
  - Отдел бюджетного планирования и финансов
  - Отдел инвестиционных программ и экспертизы
  - Отдел организации конкурсов и сопровождения контрактов
  - Отдел организации статистики
  - Отдел управления тарифами
  - Отдел экономического прогноза и анализа
  - Отдел координации имущественных отношений
14. Правовой департамент
15. Департамент реализации законодательных инициатив
16. Отдел секретного делопроизводства и защиты информации
17. Отдел по обеспечению мобилизационной подготовки
18. Отдел специальной связи

## Главы департаментов
- Ларина Екатерина Геннадьевна — директор департамента государственной политики в области средств массовой информации
- Трубникова Татьяна Николаевна — директор департамента координации и реализации проектов по цифровой экономике
- Никитин Дмитрий Сергеевич — директор департамента развития отрасли ИТ
- Казанская Мария Викторовна — директор департамента международного сотрудничества
- Бородин Андрей Александрович — директор административного департамента
- Бенгин Владимир Николаевич — директор департамента информационной безопасности
- Карецкая Светлана Сергеевна — директор департамента экономики и финансов
- Тур Дмитрий Андреевич — директор Департамента государственного регулирования рынка телекоммуникаций
- Угнивенко Дмитрий Константинович — директор Департамента реализации инфраструктурных проектов
- Слышкин Василий Витальевич — директор департамента развития архитектуры и координации информатизации
- Парфенов Юрий Владимирович — директор департамента реализации инфраструктурных проектов
- Горобцов Алексей Владимирович — директор департамента передовых цифровых технологий
- Гурзов Константин Александрович — директор департамента проектов по информатизации
- Цветков Сергей Валерьевич — директор департамента цифрового государственного управления
- Кузнецов Роман Валерьевич — директор Правового департамента

## Подведомственные подразделения
- Единый реестр российских программ для ЭВМ и БД
- Федеральная служба по надзору в сфере связи, информационных технологий и массовых коммуникаций (Роскомнадзор; 183 чел., в территориальных органах 3570 чел.). Осуществляет контроль и надзор в сфере средств массовой информации, в том числе электронных, и массовых коммуникаций, информационных технологий и связи, а также за соответствием обработки персональных данных требованиям законодательства.
  - Ситников Сергей Константинович — руководитель с 8 декабря 2008 года по 28 апреля 2012 года;
  - Жаров Александр Александрович — руководитель с 3 мая 2012 года по 23 марта 2020 года;
  - Липов Андрей Юрьевич — руководитель с 29 марта 2020 года

- Федеральное агентство по печати и массовым коммуникациям (упразднено) (Роспечать; 159 чел.)[10]. Осуществляло функции по оказанию государственных услуг в медиасфере, управлению государственным имуществом в сфере печати, СМИ и массовых коммуникаций, издательской и полиграфической деятельности, финансированию государственных телерадиокомпаний, информагентств, а также других государственных федеральных СМИ. Ликвидировано в соответствии с Указом Президента Российской Федерации от 20.11.2020 № 719 «О совершенствовании государственного управления в сфере цифрового развития, связи и массовых коммуникаций».
  - Сеславинский Михаил Вадимович — руководитель

- Федеральное агентство связи (упразднено) (Россвязь; 112 чел.). Осуществляло функции по оказанию государственных услуг, по управлению государственным имуществом и правоприменительные функции в области связи и информатизации. Ликвидировано в соответствии с Указом Президента Российской Федерации от 20.11.2020 № 719 «О совершенствовании государственного управления в сфере цифрового развития, связи и массовых коммуникаций».
  - Бугаенко Валерий Николаевич — с создания до 29 июня 2011 года;
  - Мальянов Сергей Анатольевич — исполняющий обязанности руководителя;
  - Духовницкий Олег Геннадьевич — руководитель с 23 апреля 2012 года
- Российский фонд развития информационных технологий (РФРИТ) — унитарная некоммерческая организация, учрежденная правительством России в 2017 году по инициативе Министерства цифрового развития, связи и массовых коммуникаций[11]. Финансируется из средств Министерства[12], а также напрямую правительством России[13]. Задачи фонда: продвижение российского программного обеспечения на внутреннем и зарубежных рынках, поддержка научной, научно-технической, инновационной деятельности и развитие инновационной инфраструктуры в сфере информационно-коммуникационных технологий[14]. Деятельность фонда по финансированию проектов началась в 2019 году, организация стала оператором поддержки в рамках нацпроекты «Цифровая экономика»[15]. Наиболее известными проектами получившими финансирование стали:

1. Платформа управления роботами от «Университета Иннополис», фонд выделил 150,7 млн руб
2. Разработка российской BIM-системы программной среды «ТИМ (Технологии информационного моделирования) Кредо» компании «Кредо-Диалог», объем финансирования — 120 млн руб.
3. Библиотека подпрограмм «Цифровая дорога» от компании из Татарстана «Автодория», выделено 110 млн руб.
4. Программный комплекс автоматизированного выявления и ликвидации последствий компьютерных атак CyberThymus — выделено 73,1 млн руб.[16]

## Подведомственные организации
- НТЦ Атлас (ФГУП)[17]
- НИИ Восход (ФГБУ)
- Координационный центр МПК по ВТ (ФГБУ)
- Гостиница «Связист плюс» (ФГУ)
- Альтаир (ФГУП МТУ)
- ФГБУ ЦЭКИ (бывший ВНИИПВТИ (ФГУП)
- Интеграл (ФГУП МНИИ)
- ТЕСТ (АО НИИ)
- Почта России (АО)
- Почта Крыма (ФГУП)[18]
- ЦНТИ Информсвязь (ФГУП)[19]
- ЦНИИС (ФГУП)

### Ведомственная охрана
- ФГУП «СВЯЗЬ-безопасность» (ведомственная охрана) 28 марта 2019 года ФГУП «СВЯЗЬ-безопасность» в соответствии с Указом Президента Российской Федерации от 25.10.2018 года № 606, Распоряжением Правительства Российской Федерации от 20.11.2018 года № 2514-р реорганизовано путем присоединения к Федеральному государственному унитарному предприятию «Охрана» Федеральной службы войск национальной гвардии Российской Федерации https://fgup-ohrana.ru/
- ФГУП ГЦСС «Спецсвязь России»

## Основные события
- 2 июня 2008 — председатель Правительства Российской Федерации В. В. Путин утвердил Положение о Министерстве связи и массовых коммуникаций Российской Федерации.
- 9 июня 2008 — в соответствии с приказом № 3, в структуре Министерства связи и массовых коммуникаций Российской Федерации определено 10 департаментов[9].

## Предшествующие ведомства
- Министерство почт и телеграфов Российской империи (1865—1881)
- Почтовый департамент МВД Российской империи (1881—1884)
- Главное управление почт и телеграфов МВД Российской империи (1884—1917)
- Министерство почт и телеграфов Временного правительства России (1917)
- Министерство связи СССР (1932—1991, до 1946 — Народный комиссариат связи СССР)
- Министерство связи РСФСР (1955—1963, 1979—1990)
- Министерство РСФСР по связи, информатике и космосу (1990—1991)
- Министерство связи Российской Федерации (1991—1997)
- Государственный комитет Российской Федерации по связи и информатизации (1997—1999)
- Государственный комитет Российской Федерации по телекоммуникациям (1999)
- Министерство Российской Федерации по связи и информатизации (1999—2004)
- Министерство информационных технологий и связи Российской Федерации (2004—2008)
- Министерство связи и массовых коммуникаций Российской Федерации (2008—2018)